# 古林喜代太
古林 喜代太（こばやし きよた、1878年（明治11年）5月17日 - 1962年（昭和37年）5月8日）は、日本の政治家、教育者。衆議院議員。

## 経歴
福岡県上座郡、後の朝倉郡朝倉村（朝倉町を経て現朝倉市）で、古林与市の三男として生まれる。福岡県立尋常中学修猷館を経て、1902年（明治35年）東京高等商業学校（一橋大学の前身）専攻科を卒業し、下関商業学校教諭となる。
その後、島根県立商業学校教諭、同校長、久留米商業学校長兼教諭を歴任し、この間、松江商業会議所特別議員、久留米商業会議所特別議員なども務めている。
1924年（大正13年）5月、第15回衆議院議員総選挙に福岡第二区から実業同志会の候補として出馬し当選して、衆議院議員を1期務めた。
福岡県八女郡福島町長（現八女市）も務めている。

## 親族
- 長兄 古林与六（衆議院議員）[7]
- 二兄 古林喜太郎（実業家）[5]